# Jurandów (Kłodzko)
Jurandów, zwany także jako Goszyce (niem. Hassitz) – historyczna dzielnica Kłodzka, położona w północno-wschodniej części miasta na prawym brzegu Nysy Kłodzkiej, będąca przed 1890 roku samodzielną wioską w hrabstwie kłodzkim.
Historycznie Jurandów składa się z trzech jednostek osadniczych, które z racji bliskiej odległości Kłodzka, silnie były związane z tym miastem od czasów średniowiecza:
- Goszyce (niem. Hassitz) – właściwa część Jurandowa; stanowiły główny i najludniejszy ośrodek Jurandowa, będąc dawną wsią (ulicówką), której zabudowania zlokalizowane były wzdłuż dzisiejszej ul. Zamiejskiej; z czasem do osady tej przyłączono okoliczne przysiółki; obecnie mianem Goszyc określa się tereny położone w pobliżu dworca kolejowego Kłodzko Główne.
- Skiba (niem. Scheibe) – osada na pograniczu Jurandowa i Boguszyna, powstała w średniowieczu jako przysiółek Goszyc, w okolicy potoku Dębinka; na przełomie XIX i XX wieku jej obszar został ostatecznie podzielony między Kłodzko i Boguszyn i włączony do tych miejscowości[5].
- Żaków – nazwa nadana po 1945 roku dwóm niemieckim przysiółkom założonym w 2. połowie XIX wieku[6]: Schülhauser (w rejonie dzisiejszej ul. Warty) i włączony pod koniec XIX wieku do Goszyc oraz Wenighäuser (w rejonie dzisiejszej ul. Rajskiej) – podzielony pod koniec XIX wieku między Goszyce i Boguszyn[7][8].

## Geografia

### Położenie geograficzne
Jurandów leży w północno-wschodniej części Kłodzka, na północny wschód od centrum. Na północy graniczy z Boguszynem, zaś na wschodzie z Wojciechowicami – wioskami w gminie wiejskiej Kłodzko. Poprzez rzekę Nysę Kłodzką sąsiaduje z Ustroniem, zaś na południu graniczy z osiedlem Owcza Góra oraz Mariańską Doliną. Od centrum miasta oddalony jest o około 2 km na północny wschód.

### Warunki naturalne

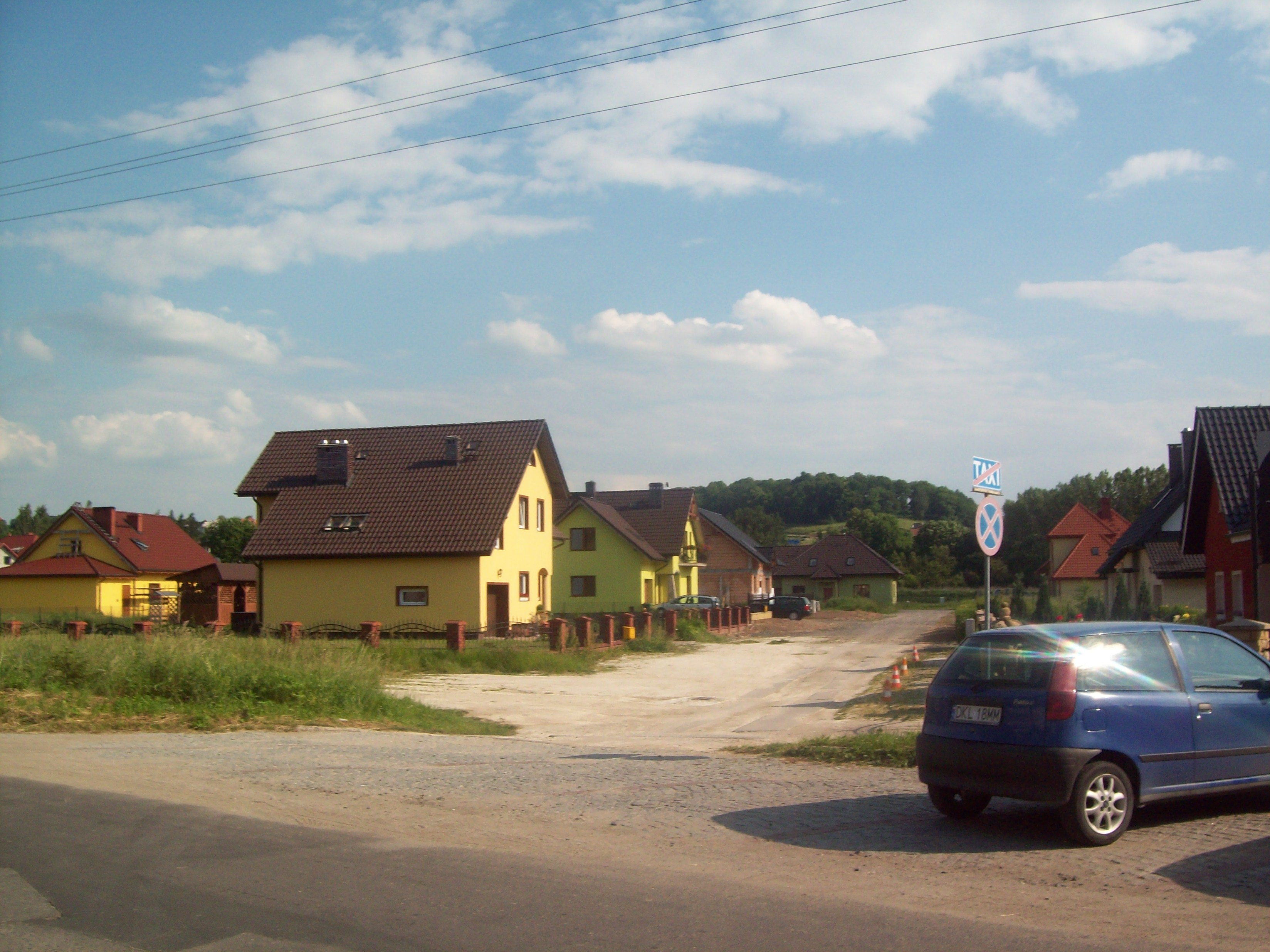
Powstające po 2010 roku domy jednorodzinne w przy ul. Młodych

Jurandów leży na prawym brzegu Nysy Kłodzkiej na wysokości ok. 290–330 m n.p.m. Jego zabudowania zasadniczą ciągną się od dworca kolejowego Kłodzko Główne na południu po dolinę potoku Dębinki na północy. Najniżej położonym terenem dzielnicy jest ujście Dębinki do Nysy Kłodzkiej w okolicy wiaduktu drogowego – Estakady Doliny Nysy Kłodzkiej, stanowiącej północną obwodnicę Kłodzka. Najwyżej położone są domy usytuowane na wzniesieniu ciągnącym się od Grzbietu Wschodniego Gór Złotych po Owczą Górę, stanowiącą naturalną południową granicę Jurandową od reszty prawobrzeżnego miasta. Z wyższych punktów roztaczają się ładne widoki na miasto i jego okolice. Spore tereny zajmują użytki rolne, w tym ogródki działkowe.

### Budowa geologiczna
W okolicy Jurandowa występują złoża chalkopirytów.

## Demografia

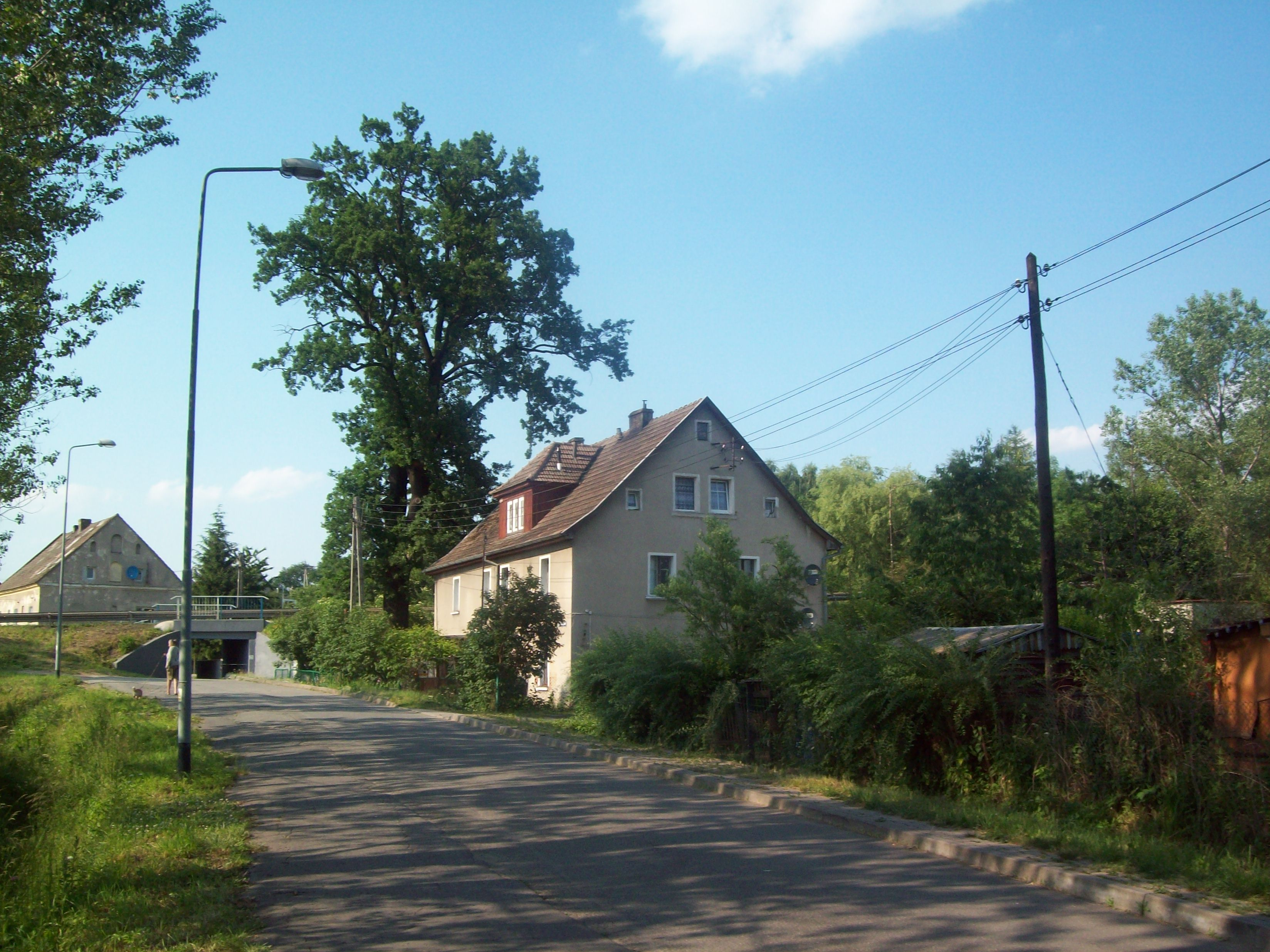
Końcowy fragment ul. Zamiejskiej, widoczny na wprost wiadukt stanowi granicę miasta, zaś budynek po lewej stronie znajduje się na terenie Boguszyna

Ludność Jurandowa na przestrzeni stuleci kształtowała się w następujący sposób:
Ze względu na korzystne położenie oraz dość bliskie sąsiedztwo Kłodzka osada nie wyludniła się i posiadała ustabilizowaną sytuację ludnościową z wyraźną tendencją wzrostową. Pozostałe dane na temat liczby ludności, w związku z tym, że została ona przyłączona do Kłodzka podawane są wraz z jego liczbą mieszkańców.

## Historia

### Prahistoria
Osadnictwo na terenie Jurandowa pojawiło się już bardzo dawno, o czym świadczy odkrycie na terenie szpitala dawnej osady kultury łużyckiej. Podczas prac archeologicznych znaleziono tam wiele fragmentów ceramiki, ślady półziemianek oraz cmentarzysko.
Później na tym obszarze istniała osada wczesnośredniowieczna, którą datuje się na okres IX-XII wieku. W trakcie badań archeologicznych odkryto także niezidentyfikowany fragment jakiejś murowanej budowli – domniemanej cylindrycznej wieży obronnej.

### Średniowiecze
| 1337 | Hassitz        |
| 1354 | Hassicz        |
| 1360 | Hassycz        |
| 1420 | Hasitcz Hasiiz |
| 1749 | Hassitz        |
| 1945 | Goszyce        |
| 1946 | Jurandów       |

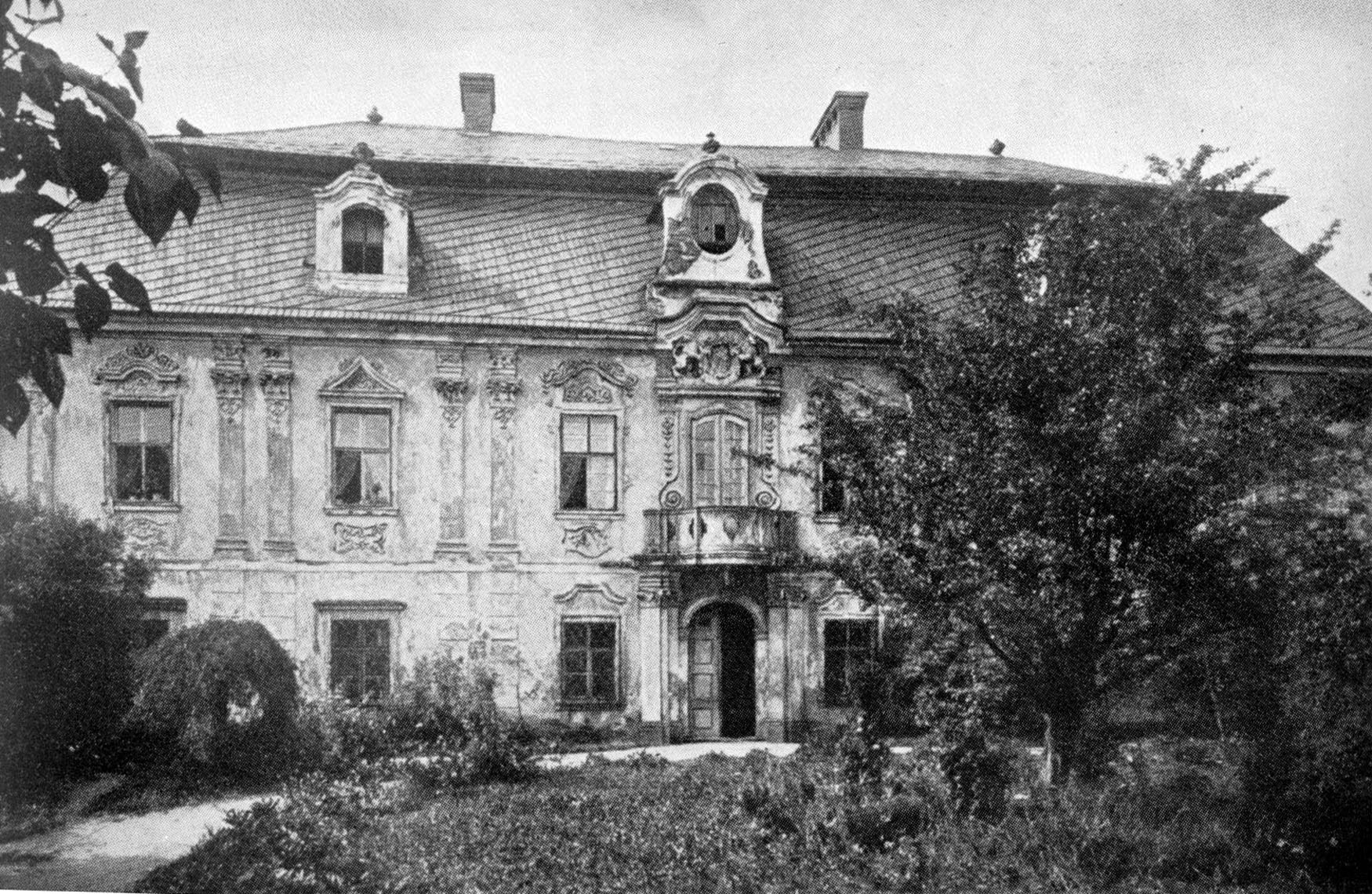
Pałac w Goszycach, najcenniejszy zabytek na Jurandowie, zniszczony w 2. połowie XX wieku

Jurandów już jako wieś powstał prawdopodobnie w 1. połowie XIII wieku, w okresie przedlokacyjnym. W dokumentach po raz pierwszy pojawił się dopiero w połowie kolejnego stulecia. Wieś była zawsze związana z Kłodzkiem. Już w 1337 roku pobierano z niej czynsz na rzecz szpitala w mieście. W 1354 roku istniał tu kamieniołom i piec wapienniczy. W 2. poł. XIV wieku i XV wieku wieś należała do rycerskiego rodu von Tschetterwangów. W 1360 roku Hannus Czeterwang (Tschetterwang) kupił tu sędziostwo obejmujące swoim zasięgiem 9 prętów gruntu. W 1366 roku Hartnung von Nymancz i Albrecht Schof zawarli umowę o Jurandów za 20 kóp groszy. Tego samego roku został wymieniony z imienia niejaki Heinrich Hofemanne z Jurandowa. W 1379 roku wspomniany folwark obejmował już 13,5 pręta gruntów, a Heinrich Czeterwang płacił z niego 1 markę czynszu. Szybko wzrastała wartość majątku o czym świadczy fakt, iż w 1381 roku zapisał on swojej żonie Annie aż 100 marek (także z sędziostwa).

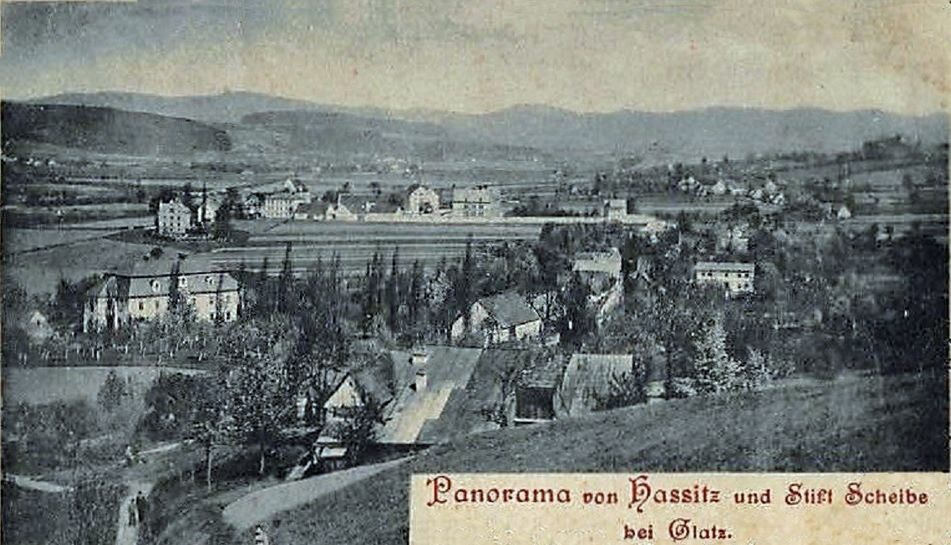
Widok na Goszyce i nowy szpital na Skibie z początku XX wieku

Około 1400 roku sędzią w Jurandowie był Heidreich. W tym czasie mieszkali tu chłopi pochodzenia czeskiego. W 1408 roki król Wacław IV Luksemburski nadał Hansowi Tschetterwange, piastującemu wówczas funkcję kłodzkiego burmistrza 3,5 łana w Jurandowie jako lenno razem z sędziostwem. W 1414 roku Nitczo ze Skiby sprzedał za 26 kóp groszy praskich swoje sędziostwo wspomnianemu wyżej Hansowi. Od 1420 roku część czynszu z Jurandowa pobierali kłodzcy augustianie. W 1423 roku jakaś część wsi posiadał niejaki Johann Tarnau z żoną Hedwige. W XV wieku we wsi powstawały folwarki i dworki podmiejskie bogatych mieszczan kłodzkich, w pobliżu których osiedlano chłopów. W 1428 roku był tu folwark, którego 1/3 należała do Hansa Moschena, 5 lat później również 1/3 posiadał Michel Tolmeczscher. Wiadomo także, że w 1450 roku tutejszym sędziom był Preither. Posiadłości w Jurandowie musiały być spore skoro w 1469 roku Anna Pannwitz ze swojej części współfinansowała budowę kościoła farnego p.w. Wniebowzięcia Najświętszej Maryi Panny w Kłodzku (10 marek groszy). W 1473 roku magister Johann z Kłodzka otrzymywał z Jurandowa 4 marki czynszu rocznie. Natomiast w 1483 roku hrabia kłodzki Henryk I Podiebradowicz potwierdził kupno folwarku przez braci Hahnten i ich siostry Hedwigi. W tym samym czasie swoje włości mieli tutaj również Longe Urban i Nickil Panewicz, a pieniądze pobierali jeszcze augustianie. W 1495 roku wymieniany jest sędzia Hans Scheibsky. Przez cały ten okres wieś należała do parafii św. Wacława w Kłodzku.

### Nowożytność

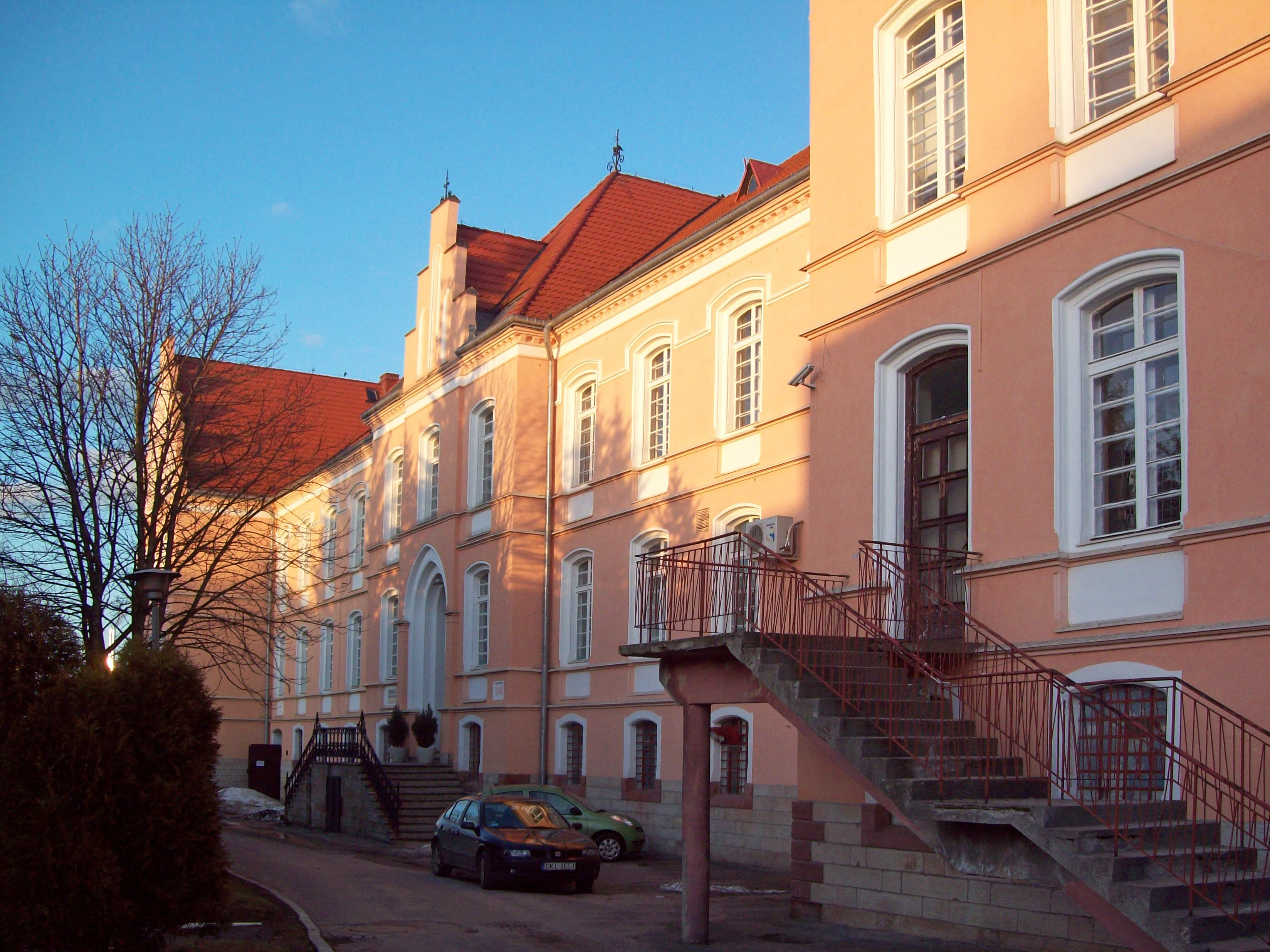
Budynek F Szpitala Powiatowego w Kłodzku, którego całość kompleksu powstała od lat 60. XIX wieku do lat 10. XX wieku

Z czasem coraz bardziej Jurandów zamieniał się w podmiejska osadę. W 1653 roku mieszkało tu 29 gospodarzy. Jednak największe zmiany zaszły tutaj dopiero w XVIII wieku, podczas gdy powstała tu wielka posiadłość magnata barona Pilatiego, który wzniósł w dolnej części wsi okazały pałac. W 1748 roku wieś należała do niego, a zamieszkiwało ją 2 kmieci, 88 zagrodników i chałupników. Potem pałac należał do hrabiego Harbuval-Chamaré. W 1762 roku podczas wojny prusko-austriackiej kwaterował w nim feldmarszałek Leopold von Daun. W 1765 roku właścicielem majątku o wartości ok. 16 tysięcy talarów był Christian Friedrich von Wrede. Mieszkało tu nadal 2 kmieci oraz 68 zagrodników i chałupników, w tym 8 rzemieślników. W 1782 roku nowym właścicielem został Ludwig Wilhelm von Schlabrendorf. Wieś liczyła 118 domów: był pałac, folwark i szkoła, a mieszkało 2 kmieci oraz 113 zagrodników i chałupników, w tym 10 rzemieślników.

### XIX wiek
W 1. połowie XIX wieku właścicielem Jurandowa była hrabina Charlotte von Fürstenburg. Wieś wsławiła się tym, że 25 czerwca 1807 roku pruski komendant twierdzy kłodzkiej podpisał w pałacu kapitulację wobec oblegających Kłodzko Francuzów. W 1840 roku wieś liczyła 96 budynków. Była tu szkoła, warzelnia, a mieszkało w niej 18 rzemieślników i 8 handlarzy. W 1870 roku właścicielami Jurandowa byli spadkobiercy hr. von Schlabrendorfa, ale rezydował tu dzierżawca Naschke. Cały majątek obejmował 602 morgi. Koło pałacu znajdowała się gospoda.
Wieś coraz bardziej łączyła się z miastem, zwłaszcza po utracie przez Kłodzko statusu twierdzy i wzniesieniu na terenie wsi dworca kolejowego Kłodzko Główne, którego teren został przyłączony do miasta, za co właściciele Jurandowa otrzymali odszkodowanie. Ostatecznie w 1890 roku wieś włączono w całości do Kłodzka. Na przełomie XIX i XX wieku wzniesiono tu duży zespół szpitalny koło wcześniejszego klasztoru i kaplicy sióstr franciszkanek.

### XX wiek

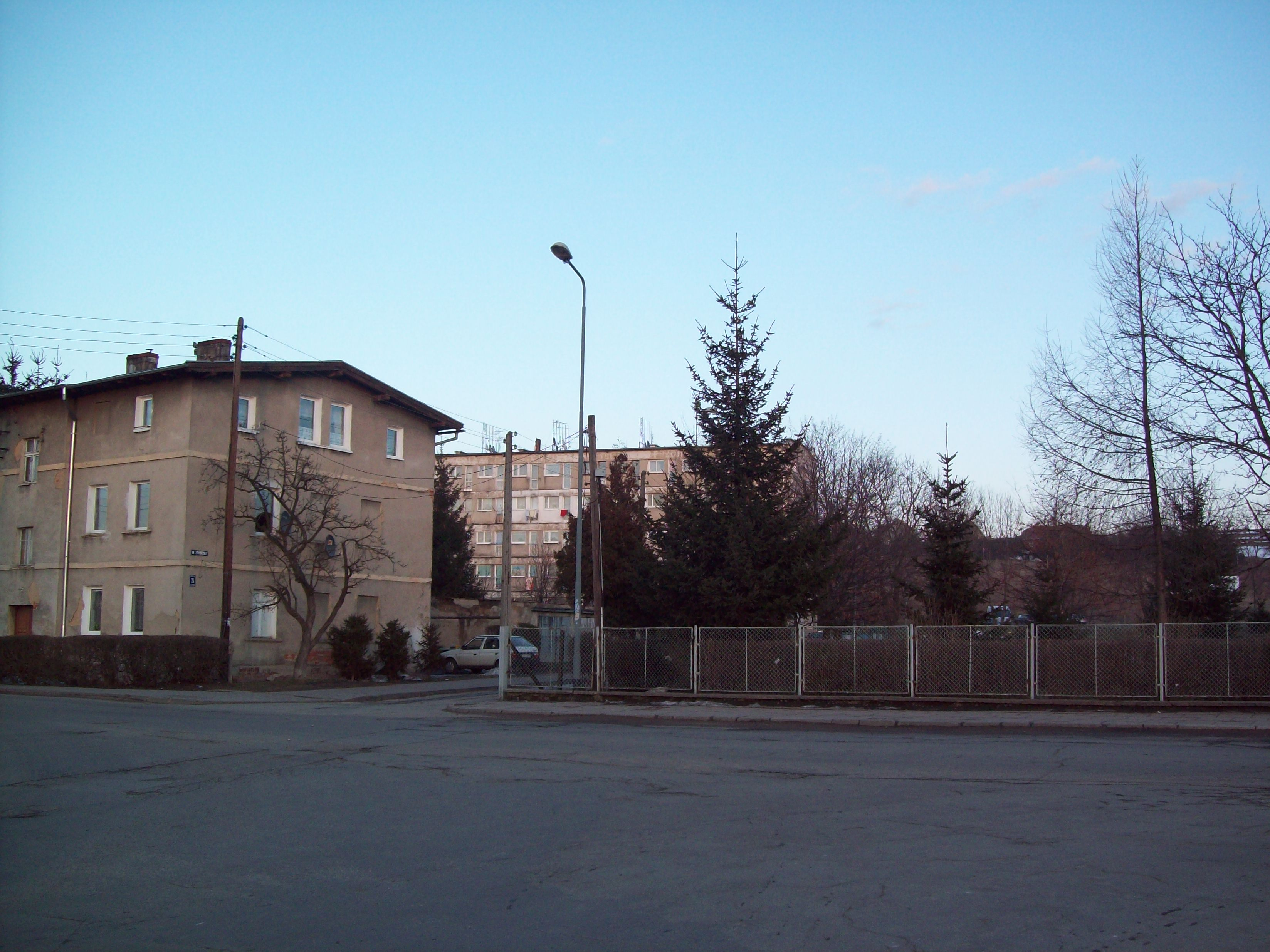
Widok na kamienicę z lat 1900–1910 oraz dawny „Dom Pielęgniarski” z 1967 roku przy ul. Zamiejskiej

Wielkim wydarzeniem w dziejach Jurandowa było oddanie do użytku w 1925 roku, w najwyższym punkcie osady, powstałego ze składek społecznych, z inicjatywy Richarda Poppego, Młodzieżowego Ośrodka Kultury (obecnie Młodzieżowy Ośrodek Socjoterapii). Przez ośrodek ten do 1932 roku przewinęło się około 32 tysięcy osób. Poza tym wybudowano kolonię domków jednorodzinnych wzdłuż ulicy Warty w latach 1925–1939.
Po 1945 roku Jurandów został przemianowany na Goszyce. Nazwa ta teoretycznie obowiązuje do dziś, lecz tylko w odniesieniu do terenów w pobliżu dworca kolejowego. W czasie wojny światowej uszkodzony został pałac, który spłonął całkowicie w czerwcu 1971 roku. Na terenie dzielnicy powstały nowe budynki mieszkalne, zarówno bloki, jak i domy jednorodzinne. W latach 70. XX wieku rozpoczęto realizację budowy obwodnicy z wiaduktem. Rozbudowano szpital i wzniesiono też kilka nowych obiektów magazynowych i usługowych.
Po tzw. powodzi tysiąclecia, która nawiedziła m.in. ziemię kłodzką w lipcu 1997 roku, na północnym krańcu Jurandowa wzniesiono w ciągu kilku miesięcy, na przełomie 1997/1998 roku, osiedle domów dla powodzian. Otrzymało ono nazwę im. Warszawy-Centrum od głównego darczyńcy funduszy na jego budowę.
W lipcu 2012 roku rozpoczęto wznoszenie w dzielnicy nowego osiedla Warta przez firmę Virtuvion z Mysłakowic, złożonego z czterech bloków wielorodzinnych przy ulicy Zamiejskiej 26. Każdy z budynków ma składać się z trzech klatek mieszkalnych. Dotychczas wybudowano dwa z nich. Są to bloki: Zamiejska 26abc i Zamiejska 26def. Poza tym na Jurandowie intensywnie rozbudowuje się budownictwo jednorodzinne w rejonach: na południe od szpitala powiatowego oraz na wschód od ulicy Warty w kierunku osiedla Owcza Góra

## Administracja

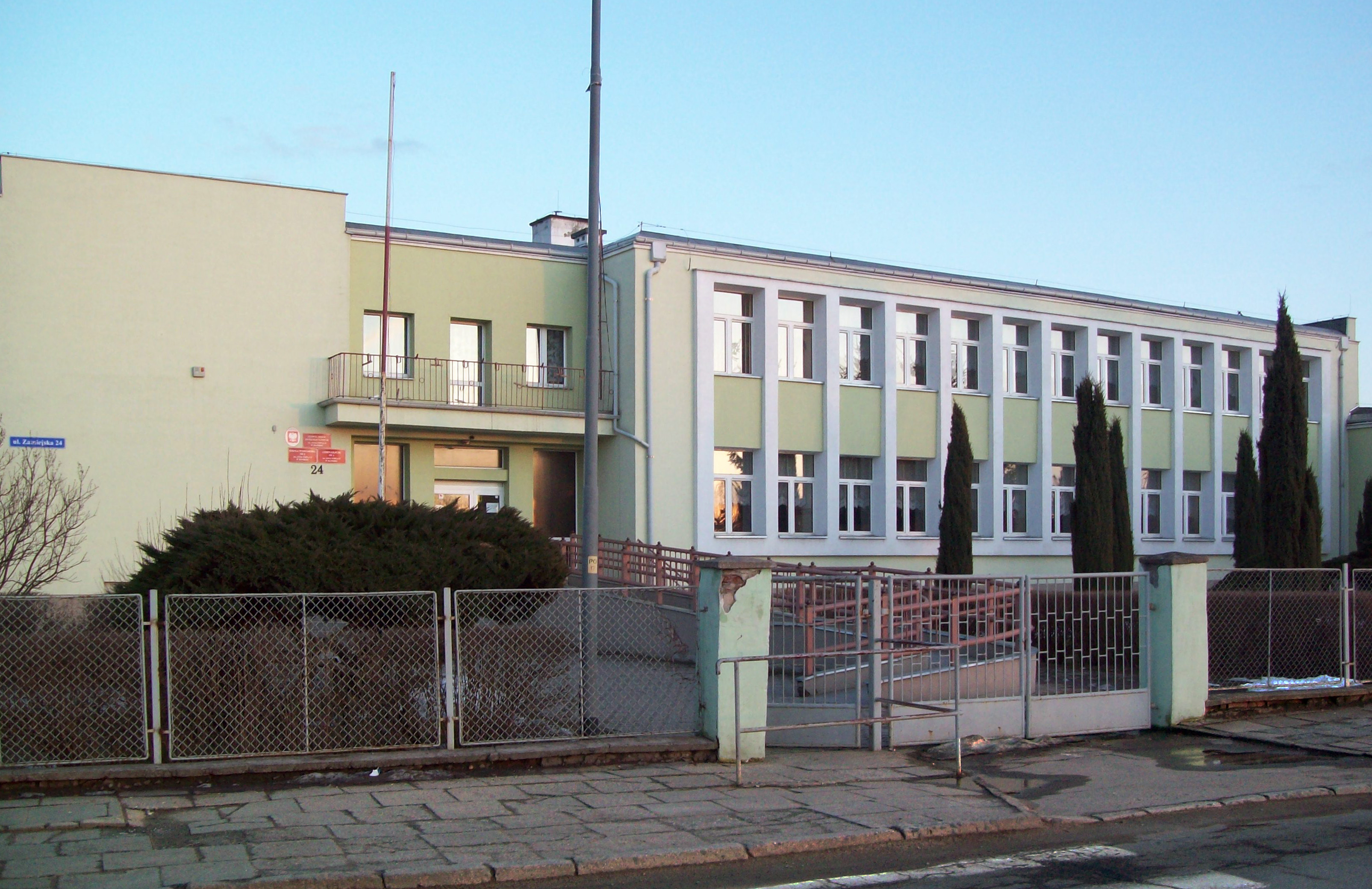
Szkoła Podstawowa nr 2 im. Jana Pawła II przy ul. Zamiejskiej

Jurandów jest starą wsią położoną w bezpośrednim sąsiedztwie Kłodzka, do którego został przyłączony w 1890 roku, wraz z ekspansją miasta w kierunku północno-wschodnim. Od tej pory dzielił losy polityczno-administracyjne z tym miastem. Po zakończeniu II wojny światowej znalazł się w granicach Polski. Wszedł w skład województwa wrocławskiego, powiatu kłodzkiego. Po zmianach w administracji terenowej w latach 70. XX wieku Goszyce jako część Kłodzka weszły w skład województwa wałbrzyskiego. od 1999 roku ponownie reaktywowano powiat kłodzki, który wszedł w skład województwa dolnośląskiego.
Na terenie Kłodzka nie występują pomocnicze jednostki administracyjne, takie jak: osiedla, czy dzielnice, dlatego też o większości spraw decyduje samorząd miejski, którego siedziba znajduje się na pl. Bolesława Chrobrego, na Starym Mieście. Mieszkańcy wybierają do Rady Miasta sześciu radnych co 5 lat (do 2018 roku kadencja wynosiła 4 lata), tworząc okręg wyborczy nr 1, wraz z całą wschodnią częścią miasta, położoną na prawym brzegu Nysy Kłodzkiej.

## Edukacja i kultura

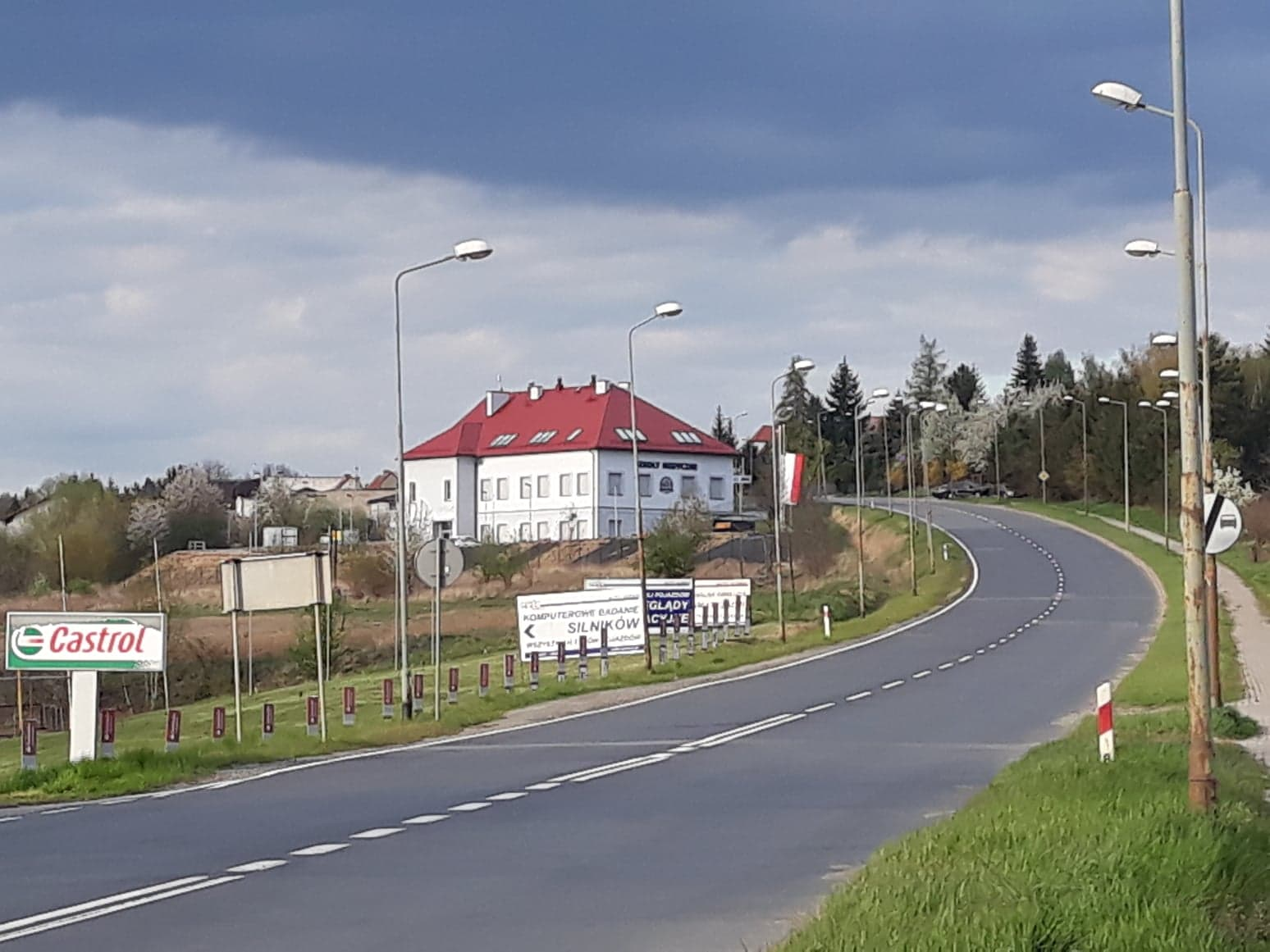
Główny gmach Wyższej Szkoły Medycznej przy ul. Warty

Jurandów jest jedyną z dawnych dzielnic Kłodzka posiadających własne zaplecze edukacyjno-oświatowe, którego tradycje sięgają dwudziestolecia międzywojennego. Powstał w tym czasie we wschodniej części dzielnicy Młodzieżowy Ośrodek Wypoczynkowo-Szkoleniowy (niem. Jugendhof Hassitz). Obecnie od końca lat 90. XX wieku w obiektach tych położonych przy ul. Rajskiej 1, mieści się Młodzieżowy Ośrodek Socjoterapii w Kłodzku.
Przy ul. Warty 6 działa publiczne Przedszkole nr 3, przeznaczone dla 47 podopiecznych w wieku 3–6 lat, na czele którego stoi mgr Renata Ramza. Poza tym w tym samym budynku swoją siedzibę ma Ośrodek Kształcenia Zawodowego w Kłodzku, podlegający pod Dolnośląski Zakład Doskonalenia Zawodowego we Wrocławiu. Zajmuje się on organizacja specjalistycznych kursów zawodowych dla osób pełnoletnich. Jego dyrektorem jest mgr Henryk Zajączkowski.

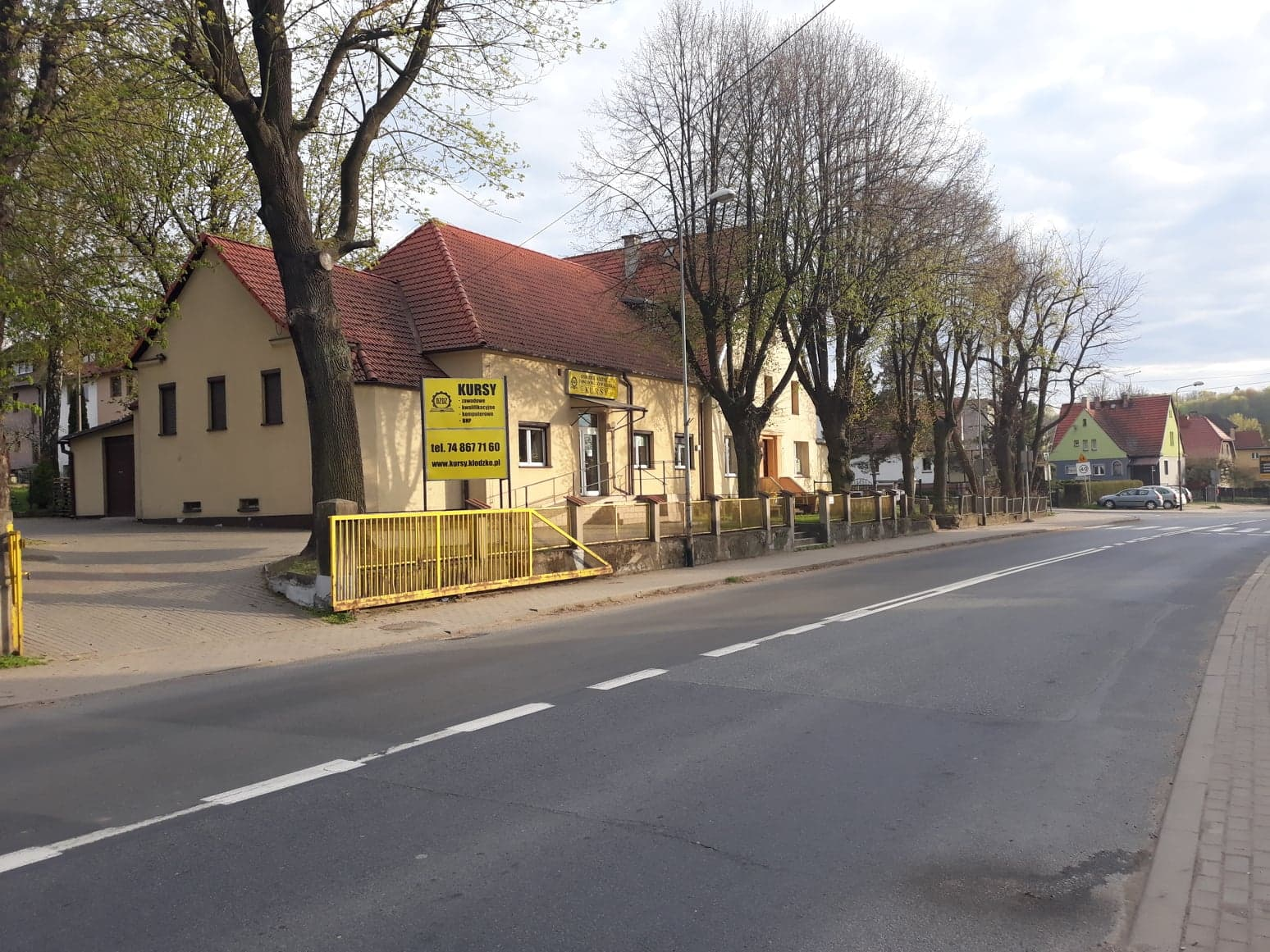
Gmach przy ul. Warty 6, mieszczący: Przedszkole nr 3 i Ośrodek Kształcenia Zawodowego

Na terenie Jurandowa przy ul. Zamiejskiej 24, znajduje się Szkoła Podstawowa nr 2 im. Jana Pawła II, w której kształcą się w nim dzieci w wieku 7–15 lat. Szkoła jest inicjatorem działań kulturalnych na terenie dzielnicy. Mieści się w niej też biblioteka. Dyrektorem placówki jest mgr Iwona Banyś. Po jej ukończeniu młodzież kontynuuje w zdecydowanej większości naukę w szkołach średnich położonych w centrum miasta.
Przy ul. Warty 70 znajduje się Branżowa Szkoła I Stopnia Specjalna nr 3 w Kłodzku. Jej dyrektorem jest mgr Krzysztof Szymański. Jest to szkoła publiczna, prowadząca działalność edukacyjno-wychowawczo-opiekuńczą, skierowaną do młodzieży posiadającej orzeczenie o potrzebie kształcenia specjalnego, realizującej kształcenie na poziomie szkoły branżowej I stopnia. Jest ona następcą działającej w tym miejscu Zasadniczej Zawodowej Szkoły Specjalnej. Od roku szkolnego 2018/2019 realizuje 3-letnie kształcenie zawodowe po ukończeniu 8-klasowej szkoły podstawowej lub na podbudowie gimnazjum w zawodach: kucharz, pracownik pomocniczy ślusarza.
W latach 2017–2017 przy ul. Warty 21, powstało prywatne Medyczne Centrum Kształcenia Zawodowego, będące szkołą policealną, kształcącą w takich zawodach jak m.in.: opiekun medyczny, protetyk słuchu, technik masażysta czy higienistka stomatologiczna. W budynku tym też umiejscowiona jest główna siedziba Wyższej Szkoły Medycznej w Kłodzku. Jest to pierwsza niepubliczna uczelnia na ziemi kłodzkiej, kształcąca studentów w ramach studiów licencjackich (3-letnich), magisterskich uzupełniających (2-letnich) oraz studiów podyplomowych.

## Religia

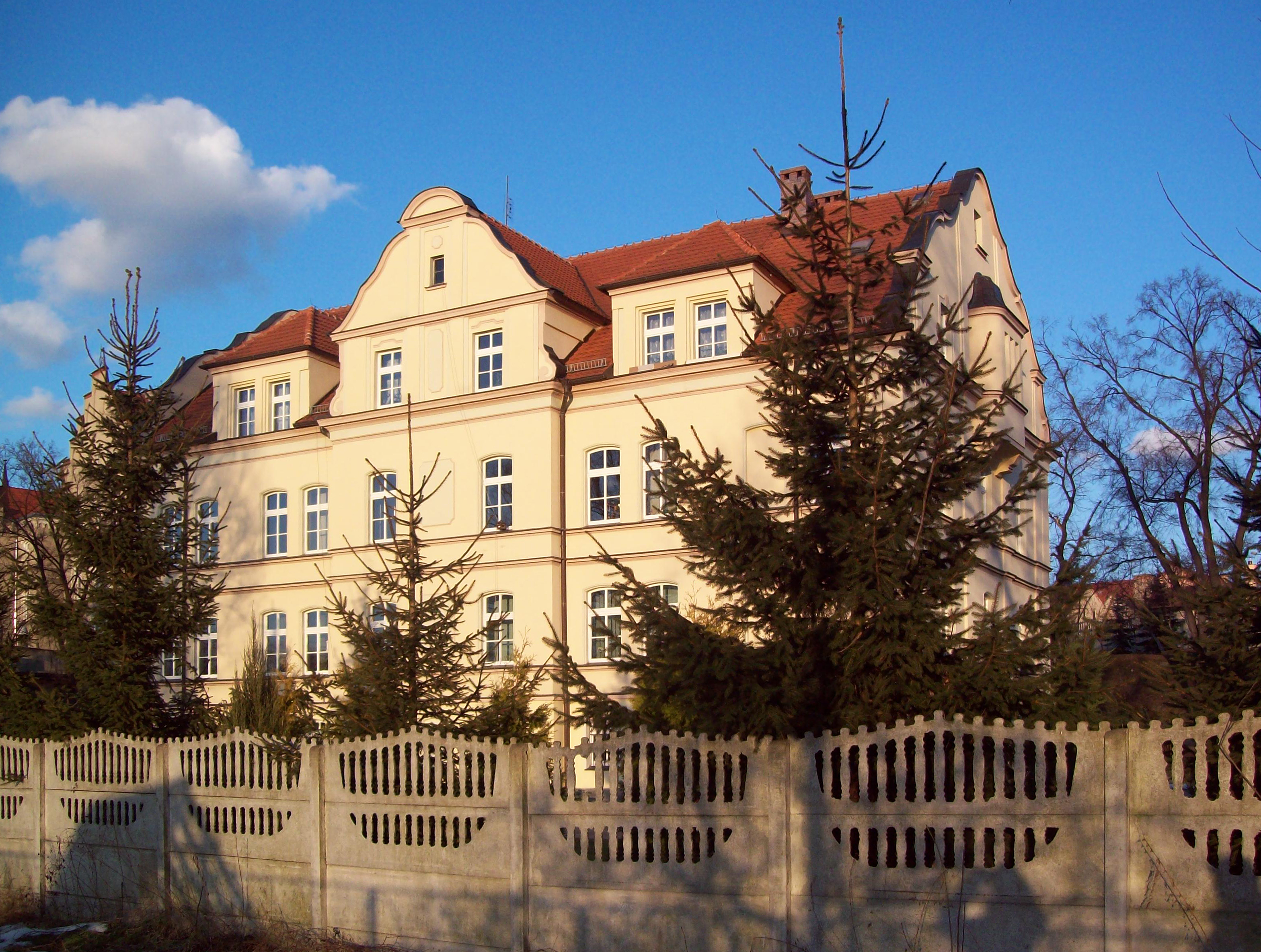
Dom św. Łukasza sióstr franciszkanek szpitalnych

Większość mieszkańców Jurandowa stanowią wierni wyznania rzymskokatolickiego. Na Jurandowie znajduje się katolicka parafia Niepokalanego Poczęcia Najświętszej Maryi Panny, która obejmuje swoim zasięgiem również okoliczne wioski. Została ona utworzona w 1947 roku z wydzielenia z parafii Wniebowzięcia NMP. Jej siedziba znajduje się na terenie szpitala. Funkcję proboszcza sprawuje ks. mgr Krzysztof Doś. Parafia ta wchodzi w skład diecezji świdnickiej i dekanatu kłodzkiego.
Od 1964 roku przy ul. Szpitalnej 2 znajduje się Dom pw. św. Łukasza, będący kłodzkim klasztorem zgromadzenia zakonnego sióstr franciszkanek szpitalnych, posługujących w kłodzkim szpitalu od samego początku szpitala na Jurandowie. Poza tym klasztor ten przeznaczony jest także na dom dla sióstr w wieku emerytalnym.

## Architektura i urbanistyka
Główne obszary zabudowań Jurandowa i najstarsze pod względem historycznym ciągną się wzdłuż ulicy Zamiejskiej, stanowiącej kolebkę osady, przy której w dawanych czasach wznosił się najcenniejszy obiekt dzielnicy, czyli barokowy pałac. Pod koniec XIX wieku miała miejsce budowa wielkiego kompleksu szpitalnego w rejonie obecnej ulicy Szpitalnej, zaś w okresie dwudziestolecia międzywojennego trwała zabudowa ulicy Warty domami jednorodzinnymi. Ulica ta stanowiła wówczas główną drogę wyjazdową z Kłodzka w kierunku Wrocławia. W epoce Polskiej Rzeczypospolitej Ludowej wzniesiono dwa pierwsze wielorodzinne bloki mieszkalne na Jurandowie przy ulicy Zamiejskiej. Od 2012 roku na obszarze położonym na wschód od nich, trwa budowa kolejnych klatkowców przez prywatnego dewelopera w ramach Osiedla Warta. Poza tym we wschodnim rejonie ulicy Warty oraz na południe od szpitala ma miejsce sukcesywna zabudowa tych obszarów prywatnymi domkami jednorodzinne.

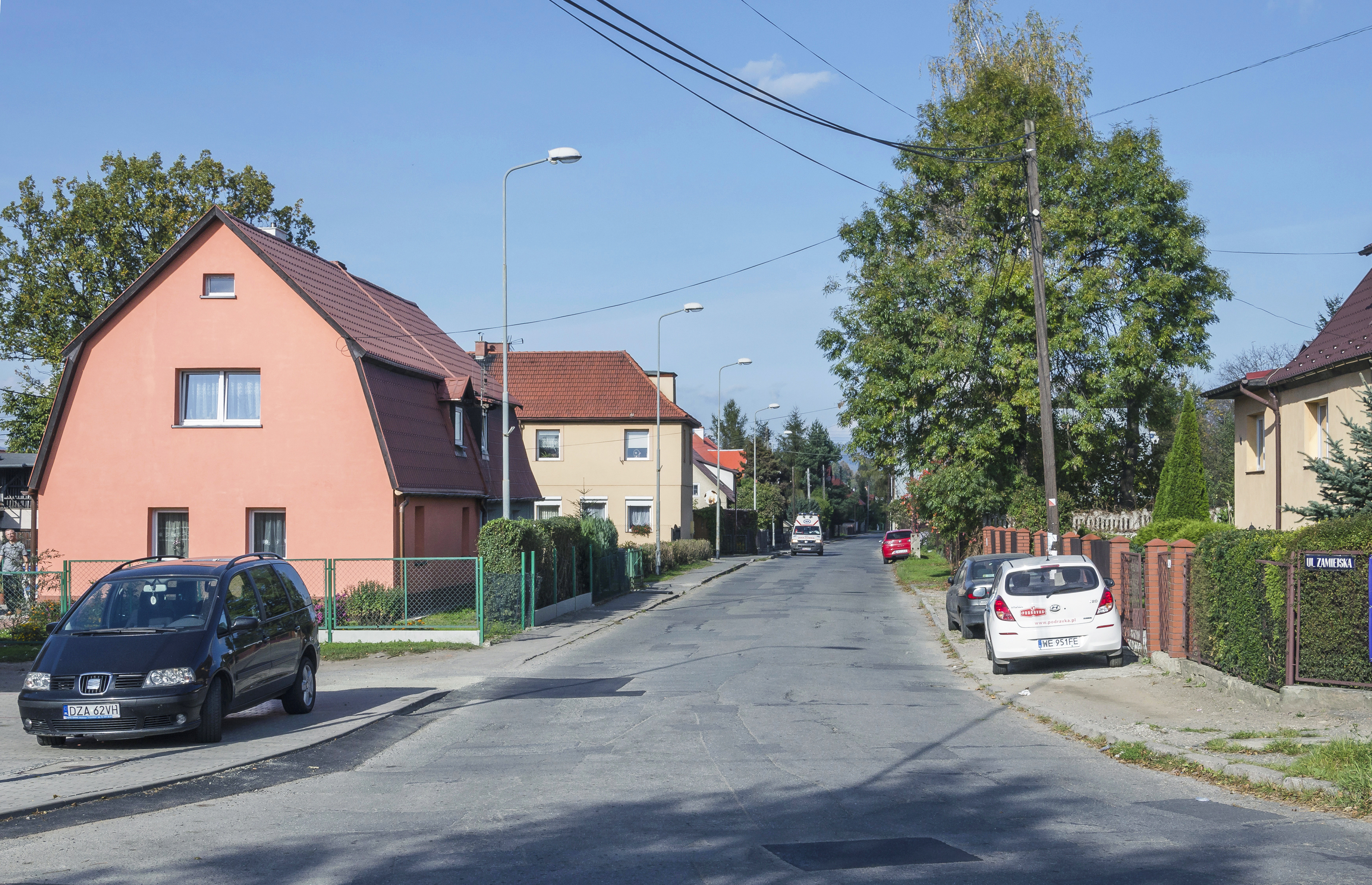
Ul. Zamiejska z widocznym jednym z najstarszych domów w dzielnicy z lat 1870–1880 (nr 3 – w kolorze łososiowym, po lewej stronie)

W skład Jurandowa wchodzi 25 ulic:
| - ul. Brzoskwiniowa - ul. Cisowa - ul. Czereśniowa - ul. Dworcowa - ul. Jaworowa - ul. Jesionowa - ul. Jodłowa - ul. Graniczna - ul. Konwaliowa | - ul. Krzywa (część) - ul. Malinowa - ul. Młodych - ul. Podgrodzie - ul. Pogodna - ul. Rajska - ul. Rakowa - ul. Szpitalna | - ul. Śliwkowa - ul. Towarowa - ul. Warty - ul. Wiśniowa - ul. Wzniesienie - ul. Zamiejska - ul. Zamkowa - ul. Złota |

### Zabytki, pomniki i tablice

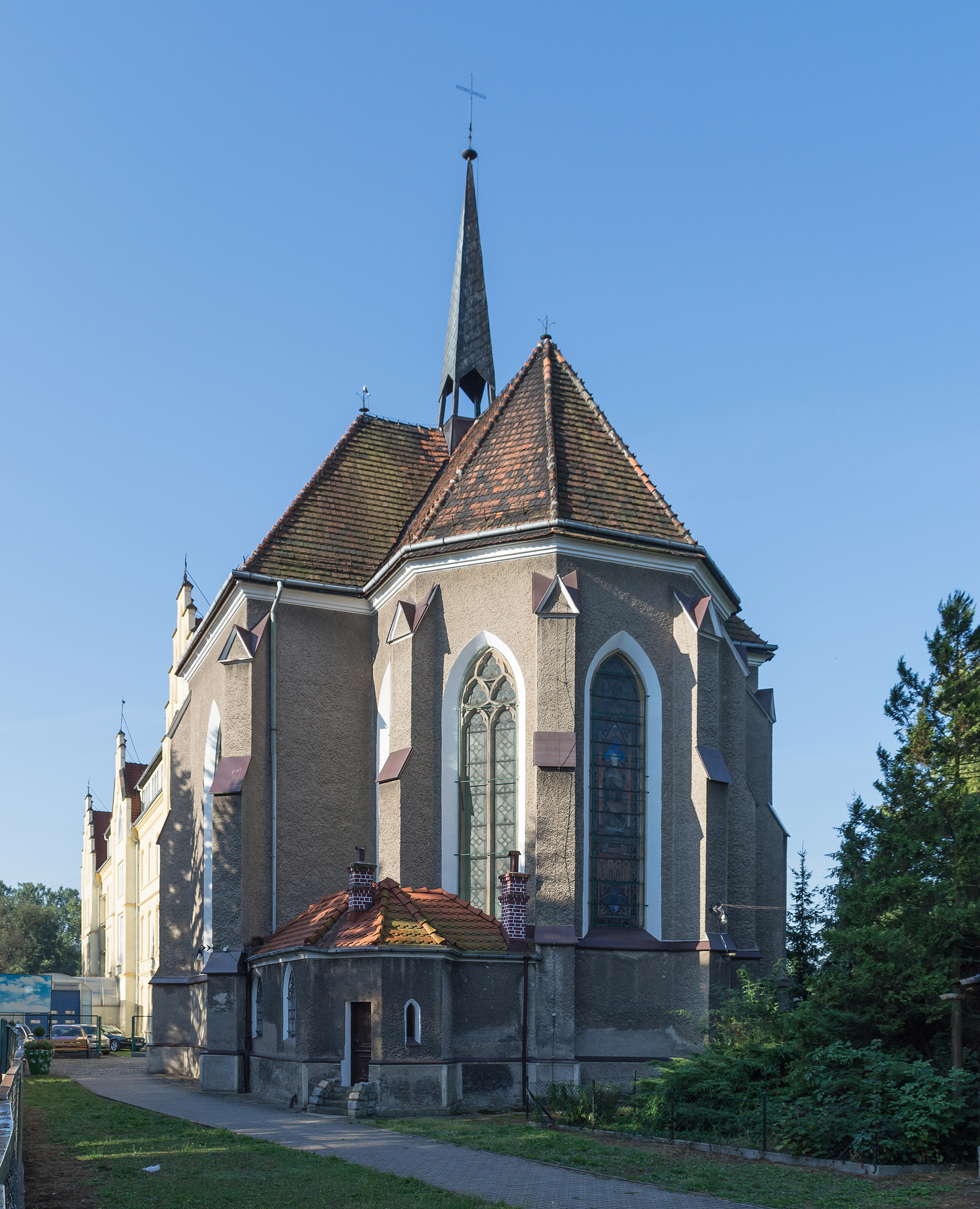
Znajdujący się w zespole zabudowań szpitalnych kościół Niepokalanego Poczęcia NMP

- Pałac Goszyce (nie istnieje) – był najcenniejsza budowlą Jurandowa; Powstał na początku XVIII wieku w postaci 2-kondygnacyjnej zwartej budowli nakrytej dachem mansardowym z lukarnami. Posiadał bogato dekorowane elewacje i okazały portal wejściowy, podtrzymujący balkon. Znajdował się przy nim mały, ale cenny park[54].  Osobny artykuł: Pałac w Goszycach.
- Zespół szpitalny z budynkiem klasztoru franciszkanek szpitalnych – wzniesiony w latach 1867–1889 i do 1910 roku w stylu neogotyckim. W skład zespołu wchodzi także kaplica klasztorna (ob. Kościół Niepokalanego Poczęcia Najświętszej Maryi Panny) z 1874 roku, projektu Hannemanna i Münstera z wyposażeniem z XIX wieku[54].  Osobny artykuł: Szpital Powiatowy w Kłodzku.
- Dworzec kolejowy Kłodzko Główne – powstał w drugiej połowie XIX wieku, w obecnej postaci pochodzi z około 1920 roku. W skład zespołu ciekawszych zespołów wchodzi m.in. budynek administracji i parowozownia oraz dwie wieże ciśnień[54].  Osobny artykuł: Kłodzko Główne.
- mury mieszkalne[54]:
  - z końca XIX wieku – ul. Rajska 6
  - z końca XIX wieku i przebudowany w wieku – ul. Zamiejska 7
- figuralna Grupa Ukrzyżowania z XVIII wieku, przy ul. Podgrodzie
- figuralna Grupa Ukrzyżowania z 1811 roku, nieco skromniejsza, z kamienia, przy ul. Warty

## Rekreacja

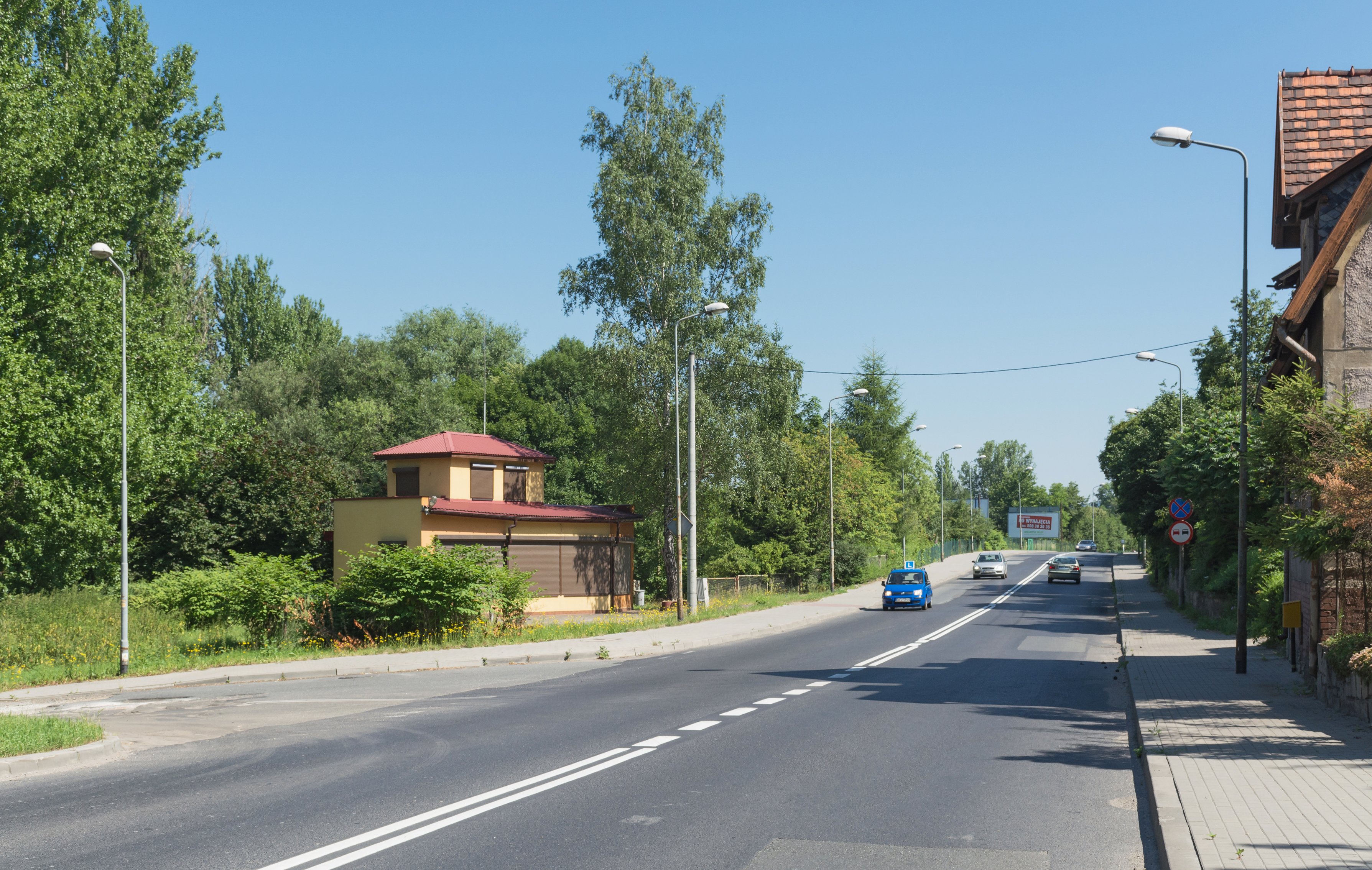
ul. Podgrodzie z widocznymi po lewej stronie ogródkami działkowymi POD „Rozkwit”

Na terenie Jurandowa przy domach jednorodzinnych istnieją niewielkie, przydomowe ogródki działkowe. Poza tym przy ulicy Podgrodzie, po jej lewej stronie umiejscowione są Państwowe Ogródki Działkowe „Rozkwit”, należące do Polskich Kolei Państwowych. Na rogu ulicy Zamiejskiej i ul. im. Warszawy-Centrum, z inicjatywy lokalnych mieszkańców powstał w latach 10. XXI wieku plac zabaw dla dzieci. Z kolei młodzież chętnie korzysta z infrastruktury sportowej (boisko do koszykówki) znajdującej się przy Szkole Podstawowej nr 2 im. Jana Pawła II.

## Gospodarka
Jurandów nie posiada zbyt rozbudowanej infrastruktury handlowej. W latach 70. XX wieku przy ul. Zamiejskiej 1, powstał niewielki pawilon handlowy zajmowany przez Pionier. Sklep spożywczy PSS „Społem”. Do tego w dzielnicy działa kilka niewielkich sklepów o charakterze osiedlowym oraz punktów usługowych, w tym m.in. warsztatów samochodowych.
Najwięcej zakładów umiejscowionych jest na terenach kolejowych kompleksu dworca Kłodzko Główne, należącego do Polskich Kolei Państwowych. Do najważniejszych z nich zaliczyć można:
- BZZ „A-VISTA” Sp. z o.o. – zajmuje się przewozem krajowym osób oraz zapewnia komunikację miejską na terenie Kłodzka i okolicznych miejscowości[57],
- Polmet Sp. z o.o. – tworzy zróżnicowane materiały ekspozycyjne POS[58],
- „Sam-Bud-Rol” Skład Opału Kłodzko – zajmuje się hurtowym i detalicznym handlem węglem energetycznym na rynku krajowym[59],
- „Agra Nowicki”- sklep i hurtownia z artykułami ogrodniczo-rolniczymi[60],
- „Big Trans Logistik” – firma oferująca międzynarodowy transport i spedycję[61].

Przy ul. Warty 19 swoją siedzibę ma Auto-Komplex Sp. z o.o. Jest to jedno z największych przedsiębiorstw motoryzacyjnych na obszarze ziemi kłodzkiej, które powstało w 1993 roku, przejmując istniejący w tym miejscu od lat 70. XX wieku Polmozbyt. Od czasu przejęcia placówka ta została gruntownie przebudowana i zmodernizowana. Aktualnie w jej skład wchodzą: stacja kontroli pojazdów, auto salon oraz auto serwis.

## Infrastruktura

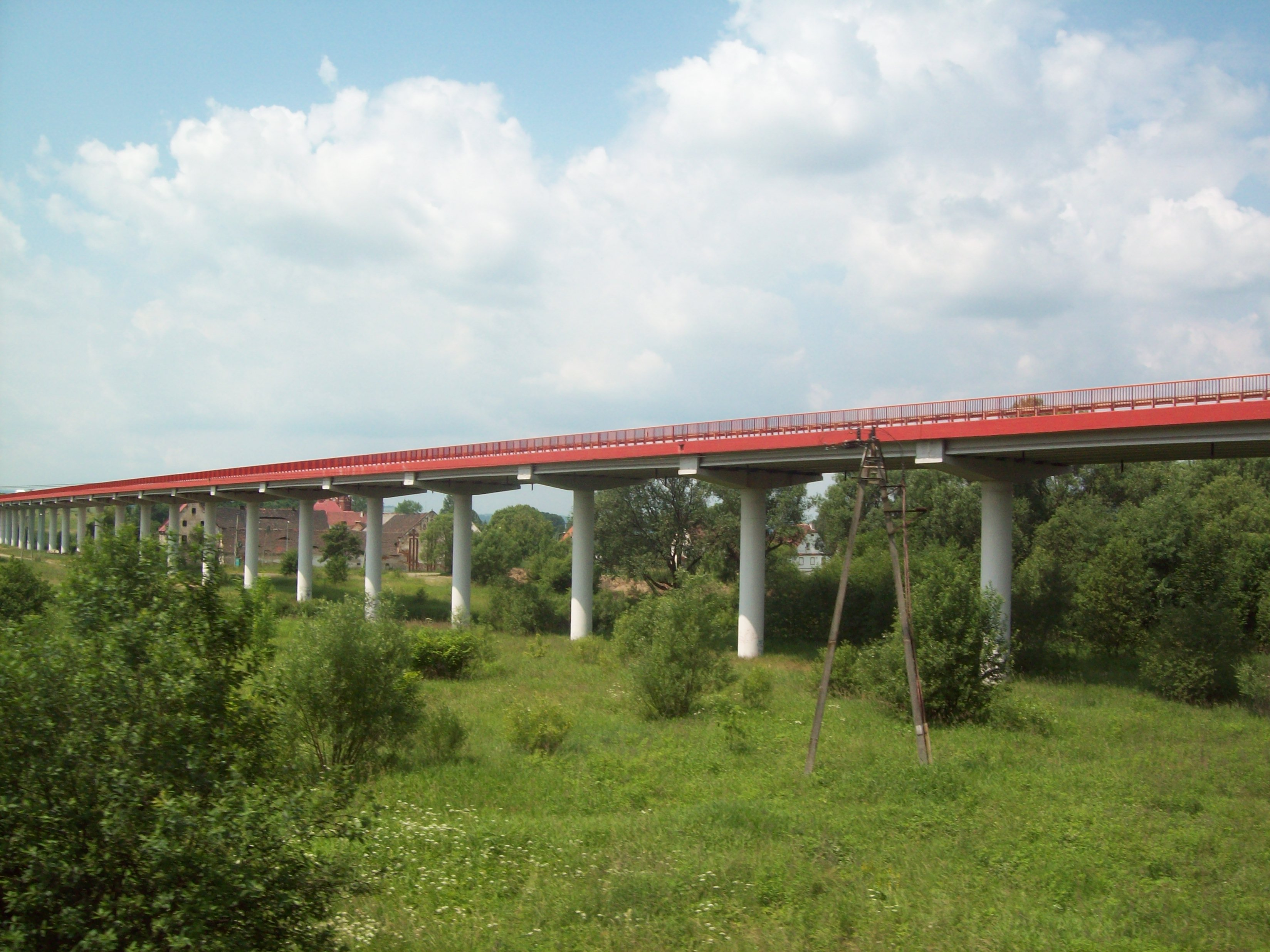
Estakada Doliny Nysy Kłodzkiej, stanowiąca północną obwodnicę Kłodzka i przechodząca na północnej granicy Jurandowa i Boguszyna

### Transport
Przez północną granicę Jurandowa przechodzi trasa europejska nr E67, stanowiąca polską część drogi krajowej nr 8 z Kudowy-Zdroju do przejścia granicznego z Litwą w Budzisku. Jest ona także północnym fragmentem obwodnicy Kłodzka.
Dawniej przechodziła tędy ważna szosa powstała w XIX wieku, łącząca Wrocław z przejściem granicznym z Czechami w Boboszowie. Przebiegała ona przez ulice: Warty i Podgrodzie i do otwarcia w 2018 roku kłodzkiej obwodnicy miała status drogi krajowej nr 33. Obecnie wszystkie drogi na terenie Jurandowa maja charakter dróg gminnych.
Na terenie Goszyc znajduje się dworzec kolejowy Kłodzko Główne, stanowiący ważny węzeł kolejowy na ziemi kłodzkiej. Ma on charakter dworca osobowego, jak i jest ważną stacją towarową. Został oddany do użytku w 1874 roku. Krzyżują się tu dwie linie kolejowe o numerach:
- 276 – powstała w latach 1871–1875 i stanowi główną magistralę kolejową Kłodzczyzny[10]. Rozpoczyna się we Wrocławiu Głównym i kończy w Międzylesiu, prowadząc dalej przez granicę do Lichkova[69],
- 286 – trasa ta powstała w latach 1879–1880, biorąc swój początek w Kłodzku Głównym i prowadząc do Wałbrzycha Głównego[70].

Współcześnie na stacji Kłodzko Główne zatrzymują się pociągi w relacjach krajowych, jak i międzynarodowych. Są to pociągi osobowe i pospieszne. Na stacji tej zatrzymują się dziennie, składy następujących przewoźników kolejowych:
- Kolei Dolnośląskich – 35 pociągów osobowych w relacjach Kudowa-Zdrój – Legnica (D5), Wrocław Główny – Międzylesie / Lichkov (D9), Wałbrzych Główny – Kudowa-Zdrój (D15) i Wrocław Główny – Kudowa-Zdrój (D29)[72],
- Przewozy Regionalne (Polregio) – 6 pociągów regio w relacjach: Międzylesie – Poznań Główny, Leszno – Międzylesie, Międzylesie – Zielona Góra Główna[73],
- Leo Express – 2 pociągi, kursujące w weekendy w relacji Wrocław Główny – Praha hlavní nádraží[74][75],
- PKP Intercity – uruchamia okresowo pociągi z Kudowy-Zdroju do Gdyni Głównej i Warszawy Wschodniej[76].

### Komunikacja

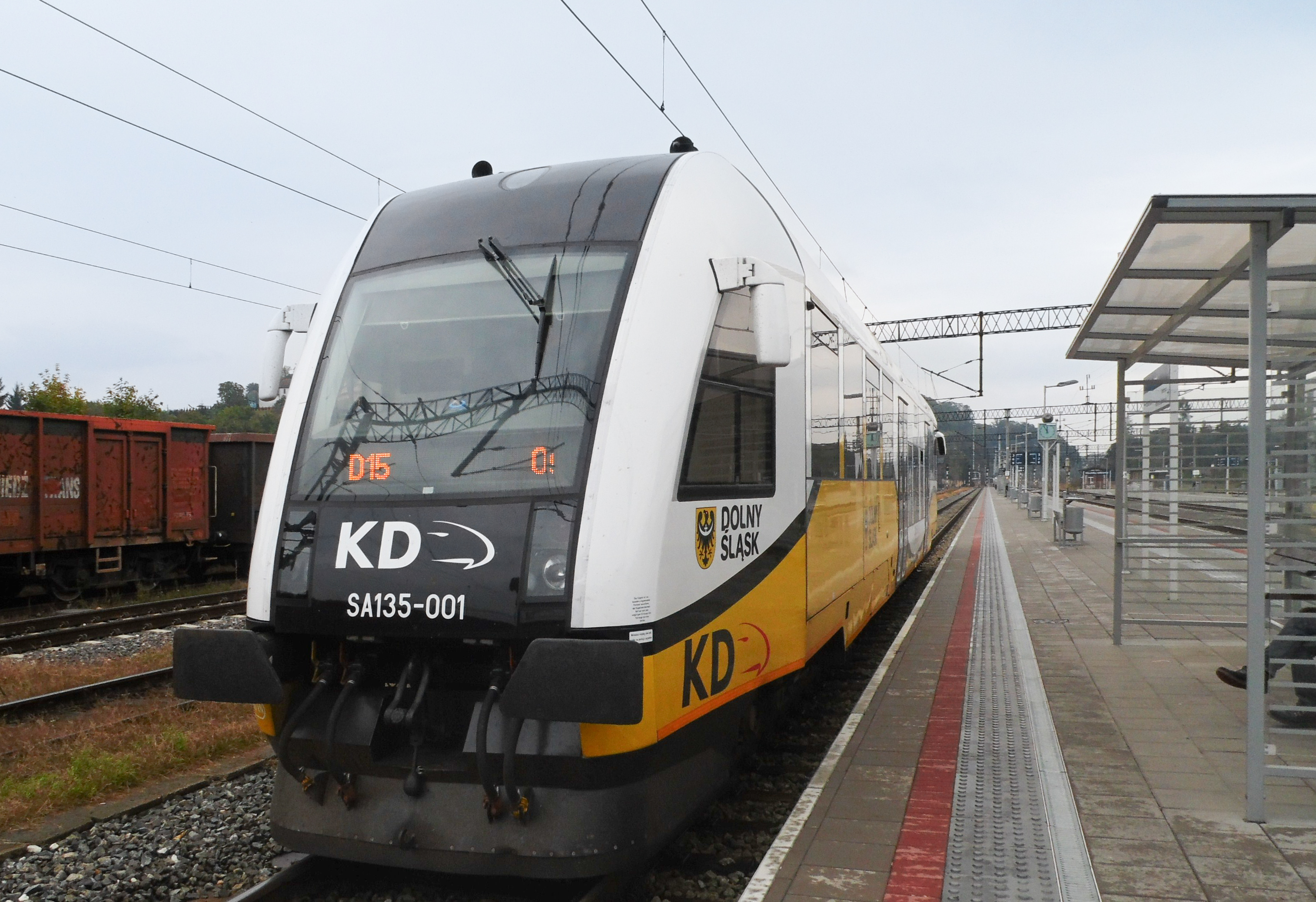
Peron 3 dworca Kłodzka Główne z widocznym szynobusem Kolei Dolnośląskich linii D5 (Kudowa-Zdrój – Wałbrzych Główny)

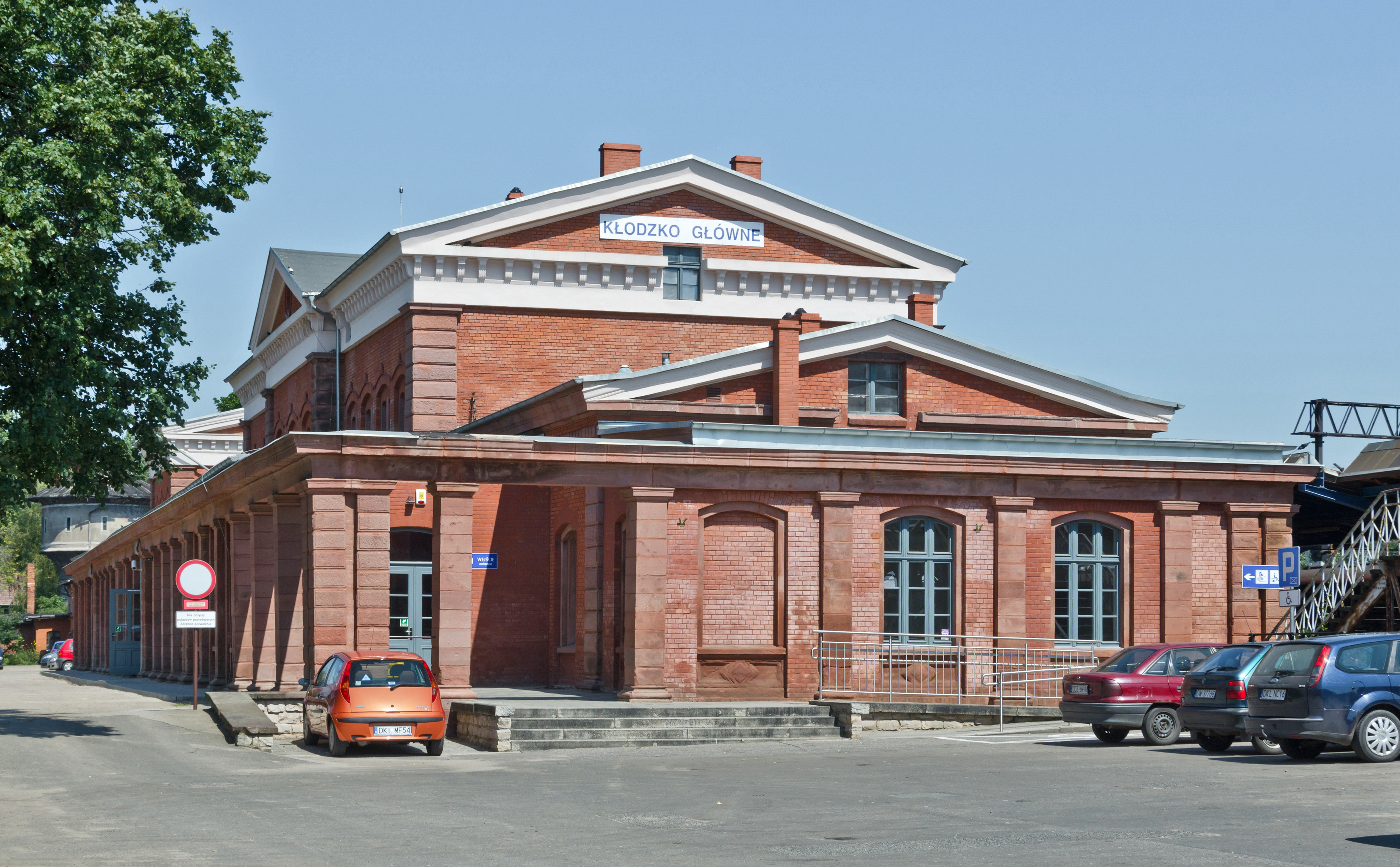
Główny gmach dworca kolejowego Kłodzko Główne

Komunikację miejską na terenie Jurandowa obsługuje prywatna firma A-Vista, która posiada tutaj na terenie zabudowań dworca Kłodzko Główne swoją bazę autobusową. Przewoźnik ten posiada na terenie dzielnicy cztery przystanki autobusowe: Kłodzko, ul. Podgrodzie – Działki, Kłodzko, ul. Szpitalna – Szpital, Kłodzko, ul. Warty – Szkoła Medyczna, Kłodzko, ul. Zamiejska – Szkoła. Pojazdy A-Visty kursują na trasie: Kłodzko/ul. Szpitalna/Szpital w kierunku Kłodzko/ul. Noworudzka/Galeria.
Przez Jurandów przebiegają także trasy komunikacji podmiejskiej i dalekobieżnej, jej organizacją zajmuje się prywatny przewoźnik Beskid Przewozy oraz PKS Kłodzko. Korzystają oni z następujących przystanków umiejscowionych na terenie dzielnicy: Kłodzko, Przedmieście, ul. Podgrodzie oraz Kłodzko, ul. Warty. Dawniej linia w kierunku Boguszyna obsługiwana przez kłodzki PKS nosiła numer 2, zaś ta w kierunku Podtynia i dalej Morzyszowa nr 4.

### Bezpieczeństwo
W zakresie ochrony przeciwpożarowej oraz innych miejscowych zagrożeń – mieszkańcy Jurandowa podlegają pod rejon działania Powiatowej Straży Pożarnej oraz Komendy Powiatowej Policji w Kłodzku. Funkcję dzielnicowego pełni asp. szt. Justyna Pękosz z IV Rejonu Służbowego. Z ramienia kłodzkiej straży miejskiej IV Rejon Służbowy obsługują: st. insp. Leszek Łoś i specjalista Wojciech Szczepański.
Przy ul. Warty 19 zlokalizowany jest kłodzki oddział Wojewódzkiego Ośrodka Ruchu Drogowego w Wałbrzychu, którego głównym celem jest szkolenie przyszłych kierowców oraz nadzór nad szkoleniami w celu uzyskania prawa jazdy.

### Służba zdrowia

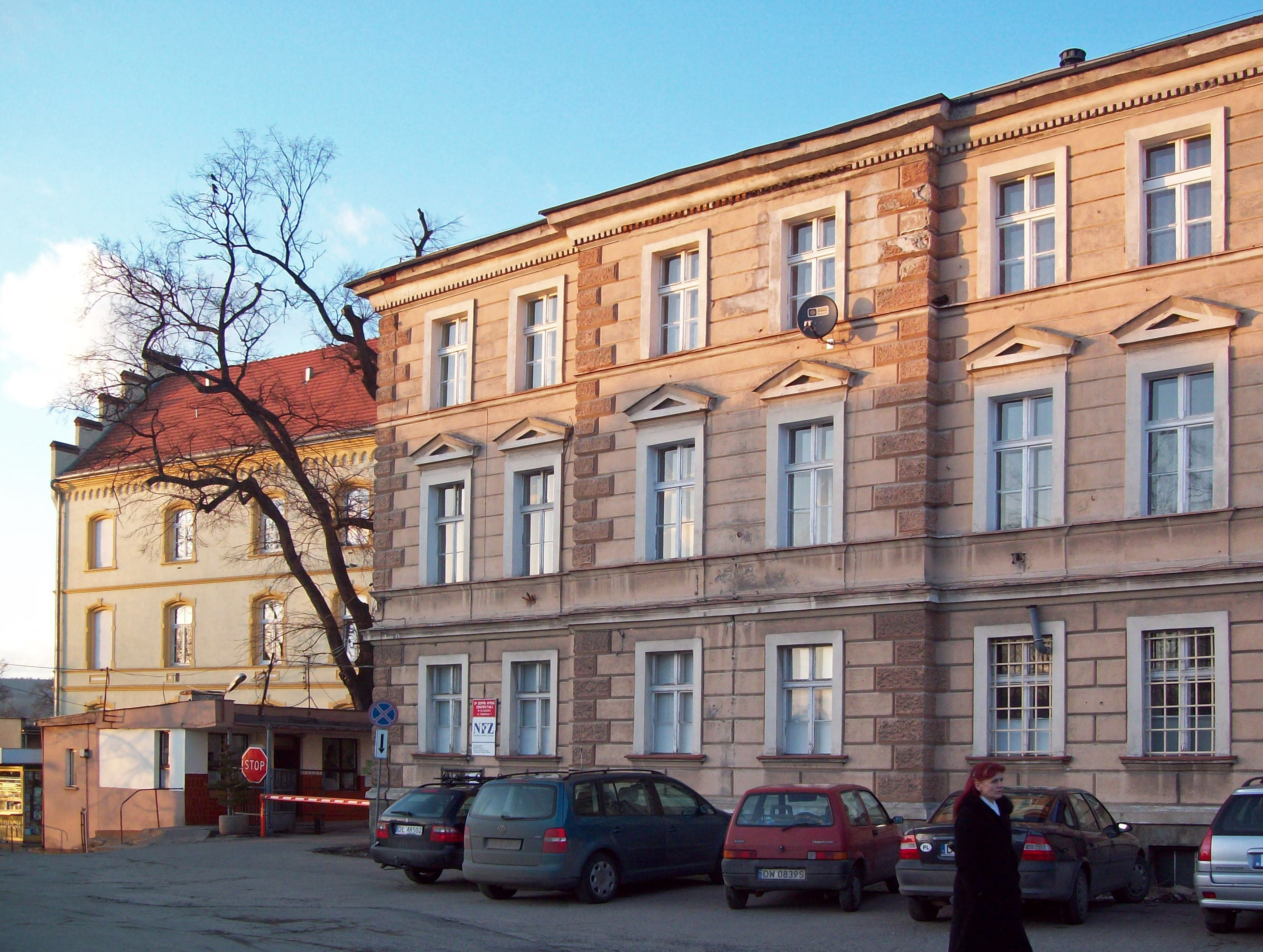
Budynek administracyjny zajmowany przez dyrekcję Szpitala Powiatowego i kancelarię parafialną parafii Macierzyństwa NMP w Kłodzku z widocznym wjazdem na teren placówki

W dzielnicy znajduje się Szpital Powiatowy, którego początki sięgają końca XIX wieku. Stanowi on główny filar Zespołu Opieki Zdrowotnej w Kłodzku, do którego należą jeszcze: Szpital w Nowej Rudzie oraz Szpital Uzdrowiskowo-Rehabilitacyjny w Kudowie-Zdroju. W skład Szpitala Powiatowego w Kłodzku wchodzi: 10 pracowni (EEG, EKG, Endoskopii, Gastroskopii, Kolonoskopii, Mammografii, Rezonansu Magnetycznego, RTG, Tomografii Komputerowej i USG), laboratorium, 13 oddziałów (psychiatrii ogólnej, psychiatrii sądowej o podstawowym stopniu zabezpieczenia, psychiatrii o wzmożonym stopniu zabezpieczenia, ginekologiczno-położniczy, kardiologiczny, medycyny paliatywnej, noworodków, dziecięcy, urologiczny, chirurgii ogólnej, anestezjologii i intensywnej terapii, chorób wewnętrznych i neurologiczny), 5 poradni specjalistycznych (chirurgiczna, gruźlicy i chorób płuc, kardiologiczna, medycyny paliatywnej i neurologiczna) oraz pogotowia ratunkowego. W 1 dekadzie XXI wieku na wschód od szpitala oddano do użytku sanitarne lądowisko dla helikopterów.
W 2015 roku na tyłach Szpitala Powiatowego, przy ul. Szpitalnej 1a, powstało Centrum Dializ Fresenius, Ośrodek Dializ nr 48 w Kłodzku. Jest to placówka świadcząca usługi z zakresu dializoterapii. Stacja dializ wyposażona jest w nowoczesny sprzęt do prowadzenia hemodializ. Stacja dializ w Kłodzku na stałe leczy kilkudziesięciu pacjentów.

## Ciekawostki
- Na terenie szpitala na Jurandowie odkryto ślady osady kultury łużyckiej[62].
- Na Jurandowie znajduje się północna obwodnica Kłodzka z wiaduktem drogowym, noszącym nazwę Estakada Doliny Nysy Kłodzkiej, który w latach 80. XX wieku był najdłuższą tego typu budowlą w Polsce[54].